# Paul-Olivier Delannois
Paul-Olivier Delannois, né à Tournai le 1er juillet 1966 est un homme politique belge, membre du Parti socialiste (PS).

## Biographie
Paul-Olivier Delannois nait le 1er juillet 1966 à Tournai.
Étudiant en sciences politiques à l'ULB , Delannois est impressionné par les actions de José Happart lors de l'émission Voeren. Il commence sa carrière politique en tant qu'attaché du député wallon de l'époque Christian Massy, de 1995 à 2001. Il est également conseiller du président du CPAS à Tournai et directeur d'un foyer pour personnes handicapées.
Delannois entre en politique pour le PS et est président du département du parti à Tournai de 2003 à 2010. En 2000, il est élu conseiller communal à Tournai, mais n'occupe pas le poste et devient chef de cabinet de Christian Massy, qui quitte le Parlement wallon pour devenir bourgmestre de Tournai. En 2006, Delannois est réélu conseiller communal à Tournai et effectue cette fois le mandat. De 2010 à 2018, il est échevin de Tournai et de 2012 à 2018, il est bourgmestre suppléant pour remplacer le ministre président du gouvernement wallon Rudy Demotte. Lorsque Delannois participe aux élections communales de 2018, il obtient plus de votes  que Rudy Demotte et devient bourgmestre de la commune. Il dirige une coalition  PS - Ecolo .
En 2004, il est élu député wallon et député de la Communauté française. Il occupe les deux mandats jusqu'en 2009. En 2014, il est élu membre de la Chambre des représentants pour la Province de Hainaut, et l'est resté jusqu'en 2019. 

## Carrière politique
Mandat politique exercé antérieurement ou actuellement
- 2004 - 2009 : Député wallon et de la Communauté française
- 2010 - 2018 : Premier échevin de Tournai.
- 2012 : Bourgmestre faisant fonction de Tournai
- 2014 - 2019 : Député fédéral à la Chambre des représentants
- 2018 - 13/10/2024  : Bourgmestre de Tournai

## Vie privée
Depuis 2006, Paul-Olivier Delannois est en couple avec Ludivine Dedonder, ils ont un enfant prénommé Oscar.